# アレクサンデル5世 (対立教皇)
アレクサンデル5世（Alexander V, 1339年 - 1410年5月3日、在位：1409年 - 1410年）は教会大分裂の時期の教皇の1人。ピサ教会会議で教皇に選出されるが、正式な選出とはみなされず、カトリック教会では対立教皇とされている。但し、1492年に教皇に選出されたロドリゴ・ボルジアはアレクサンデルを名乗ったが、彼はアレクサンデル6世となっている。
クレタ島生まれのギリシャ人で本名はピーター・フィランジェ・デ＝カンディア（Peter Philarges de Candia） 、イタリアではピエトロ・フィラルゴ（Pietro Filargo）と呼ばれていた。

## 生涯
浮浪児だったとされるがフランシスコ会修道士に拾われ、1357年頃にクレタ島のフランシスコ会修道士になり、パドヴァ大学、オックスフォード大学、パリ大学で学んだ後、パリ大学で神学を教えた。1386年からパドヴァ大学神学教授になり、パトロンとなったミラノ公ジャン・ガレアッツォ・ヴィスコンティの計らいで出世して1386年にピアチェンツァ司教、1388年にヴィチェンツァ司教、1389年にノヴァーラ司教になり、1402年にはミラノ大司教、1405年にはローマ教皇インノケンティウス7世により枢機卿と教皇特使になっている。
当時の教会大分裂という事態収拾の為、1409年にピサ教会会議が開催されるが、2人の教皇（グレゴリウス12世・ベネディクトゥス13世）が廃位された後、全会一致で新たに教皇に選出される。しかし、2人の教皇は納得せず、3人の教皇が鼎立する事態になった。アレクサンデル5世がピサ教会会議で選出された背景として、ギリシャ正教会と合一への期待があったというが、アレクサンデル5世は友人贔屓が酷く枢機卿達を失望させた。とはいえボヘミア王ヴァーツラフ4世、ハンガリー王ジギスムント兄弟とイングランド・フランスがアレクサンデル5世を支持していた。
ローマはグレゴリウス12世派のナポリ王ラディズラーオが占領していたが、アレクサンデル5世はラディズラーオを破門、ルイ2世・ダンジューを新たなナポリ王として支持、ラディズラーオはローマから退去したが、教皇選出の翌年の1410年、ボローニャで逝去。バルダッサレ・コッサ（後継者のヨハネス23世）に毒殺されたとも噂された。